# Cowgirls (Morgan Wallen)
Cowgirls  è un singolo del cantante country statunitense Morgan Wallen, pubblicato il 15 aprile 2024 come ottavo estratto dal terzo album in studio One Thing at a Time. Il brano vede la partecipazione del cantautore country statunitense Ernest.

## Descrizione
Il brano è stato scritto da Rocky Block, Ashley Gorley, James Maddocks, Ernest Keith Smith e Ryan Vojtesak, mentre la produzione è stata curata da Joey Moi e Jacob Durrett. Logan White di Substream Magazine ha descritto la canzone come "la perfetta unione tra hip hop e country che Wallen sta sperimentando nell'ultimo paio d'anni".

## Andamento in classifica
Il brano ha fatto la sua comparsa esclusivamente nelle classifiche del Nord America.
Il 18 marzo 2023, coincidente con la settimana di pubblicazione dell'album, tutte le 36 tracce dell'album One Thing at a Time hanno fatto ingresso nella Billboard Hot 100, infrangendo il record precedentemente detenuto da Drake per il maggior numero di canzoni contemporaneamente in classifica. Cowgirls ha debuttato alla 40ª posizione della classifica statunitense. In seguito alla sua pubblicazione come singolo ufficiale, Cowgirls ha raggiunto la top 20 della Hot 100 statunitense. Il brano ha anche raggiunto la top 5 della Hot Country Songs, arrivando fino alla terza posizione. In Canada Cowgirls ha raggiunto la 23ª posizione della Billboard Canadian Hot 100.

## Classifiche

### Classifiche settimanali
| Classifica (2023) | Posizione massima |
| ----------------- | ----------------- |
| Canada            | 23                |
| Irlanda           | 83                |
| Stati Uniti       | 12                |

### Classifiche di fine anno
| Classifica (2024) | Posizione |
| ----------------- | --------- |
| Canada            | 36        |
| Stati Uniti       | 29        |